# Arnemuiden vasútállomás
Arnemuiden vasútállomás Hollandiában található a Roosendaal–Vlissingen-vasútvonalon.

## Kapcsolódó vasútvonalak
- Roosendaal–Vlissingen-vasútvonal